# Vincze Ferenc (játékvezető)
Vincze Ferenc (Nagymaros, 1927–2015) magyar nemzeti labdarúgó-játékvezető. Polgári foglalkozása munkaügyi jogász.

## Pályafutása
Játékvezetésből Budapesten a BLSZ Játékvezető Bizottsága (JB) előtt vizsgázott. Az MLSZ a JB minősítésével 1962-től NB II-es, 1963-tól NB I/B-s, 1967-től NB I-es bíró. Küldési gyakorlat szerint rendszeres partbírói szolgálatot is végzett. A kor elvárása szerint a küldés szerinti egyes számú partbíró játékvezetői sérülésnél átvette a mérkőzés irányítását. A nemzeti játékvezetéstől 1974-ben visszavonult. Vezetett kupadöntők száma: 1. NB I-es mérkőzéseinek száma: 44.
| Időpont            | Helyszín                  | Mérkőzés típusa          | Mérkőzés                            | Eredmény | Nézők száma |
| ------------------ | ------------------------- | ------------------------ | ----------------------------------- | -------- | ----------- |
| 1964. november 7.  | Népstadion, Budapest      | döntő                    | Budaörsi SC–Pilis SC                | 2 – 1    | 1 000       |
| 1967. november 26. | Városi Stadion, Eger      | első NB I-es mérkőzése   | Egri Dózsa–FC Tatabánya             | 1 – 4    | 1000        |
| 1974. május 19.    | Városi pálya, Salgótarján | utolsó NB I-es mérkőzése | Salgótarjáni BTC–Tatabányai Bányász | 1 – 0    | 6000        |

## Külső hivatkozások
- Vincze Ferenc. szabadfold.hu. [2014. július 17-i dátummal az eredetiből archiválva]. (Hozzáférés: 2011. augusztus 24.)
- Vincze Ferenc. szabadfold.hu. [2014. július 14-i dátummal az eredetiből archiválva]. (Hozzáférés: 2011. augusztus 24.)
- Vincze Ferenc. magyarfutball.hu. (Hozzáférés: 2016. április 16.)
- Vincze Ferenc játékvezetői adatlapja a Nemzeti Labdarúgó Archívum oldalán
- dr. Vincze Ferenc focibiro.hu (2020. július 3.)

| Elődje: Kezdet | Szabad Föld-kupa döntő 1963–1964 | Utódja: Mike István |